# Instituto de Pesquisa de Patologia Molecular
O Instituto de Pesquisa de Patologia Molecular, conhecido como IMP (sigla em inglês de Research Institute of Molecular Pathology), é um centro de pesquisas na área de ciências biomédicas básicas, cujo principal patrocinador é a empresa farmacêutica Boehringer Ingelheim. Está localizado no Campus Vienna Biocenter (VBC), em Viena, na Áustria.